# Limenitis privata
Limenitis privata är en fjärilsart som beskrevs av Hans Fruhstorfer 1915. Limenitis privata ingår i släktet Limenitis och familjen praktfjärilar. Inga underarter finns listade i Catalogue of Life.